# Igra s hudičevim repom
Igra s hudičevim repom je antiljubezenski roman Vitomila Zupana iz leta 1978.

## Vsebina
Glavni junak je Jakob Benedikt oziroma Džeki. V romanu piše o zakonu, ki počasi zaradi prepirov in nesporazumov propada. Z ženo Lido imata sina Tomaža. Skupaj živijo v Ljubljani, kjer imajo vse, kar potrebujejo, razen ljubezni in razumevanja staršev. Džeki je na morju kupil vikend, za katerega Lida ni vedela. Ko sta se en vikend odpravila tja, sta tam spoznala doktorja Kerna in Milko. S slednjo je začutil telesno privlačnost. Ko sta se vrnila nazaj v Ljubljano sta s seboj vzela tudi Milko, ki jima je pomagala pri hišnih opravilih. Lida je Milko pretepla, saj je želela izvedeti kaj več o spolnem zanimanju doktorja Kerna. Džeki je na Milkinem telesu opazil udarce, ki jih je povzročila Lida. Po spraševanju in zasliševanju kako se ji je to zgodilo ima za tem z njo spolni odnos. Jakobova energija pa je usmerjena v spolno življenje z Lido. Njuno reševanje konfliktov poteka skozi varanje, manipulacijo in spolna dejanja, ki so za druge ponižujoča. Z Milko in doktorjem se to še bolj poglablja. Džeki je hotel na vsak način rešiti zakon z ženo, vendar ga je ona stalno zavračala. Oba ugotovita, da zakona ni mogoče rešiti, saj postopoma s seksualnimi izkušnjami z drugimi gojita medsebojno sovraštvo. Na koncu romana Džeki zaloti ženo Lido na vikendu z ljubimcem, zato se odloči, da bo sprejel ponudbo za delo na ladji. V Hondurasu pa ga zadene krogla in umre. 

## Izdaja romana
- Murska Sobota: Pomurska založba, 1978
- Murska Sobota: Pomurska založba, 1985
- Zagreb: Globus, 1985
- Ljubljana: Delo, 2004

## Iz ocen
V pričujočem romanu Igra s hudičevim repom pa se je avtor odločil razgaliti prav tako idealizirano podobo življenja zakonskih parov v “varnem” objemu nekdanje republike Jugoslavije. (Vid Šteh)
V Igri s hudičevim repom ne gre prezreti za pisatelja Zupanovih desetletnih pisateljskih izkušenj nenavadno obotavljajoč se, neroden, po nenehnem utemeljevanju, samoprepričevanju in samodokazovanju težeč uvod v celi vrsti »predgovorov«, kot da bi avtor šele zbiral potrebni pogum, da bi nam brezobzirno razkril vso svojo intimo (pokvarjenost). (Marijan Zlobec)
Zupanovemu tekstu in zlasti temi se ne puščamo zavesti, ne pustimo se ujeti v past, ki jo je tokrat avtor hote nastavil našemu pretirano (vz)gojenemu malomeščanskemu publikumu, mu ponudil njenim »valovnim dolžinam« prikrojeno zgodbico, z vsem spretnim pisateljskim instrumentarijem, kot ga rutinirani avtor brez dvoma obvlada. (Marijan Zlobec)
V besedilu izrazito prevladujejo (notranji) monologi in dialogi, najbolj absurdni pa so predgovori, ki jih je kar šest, in se nenehno dopolnjujejo. Zdi se, da pripovedovalec ni zmožen jasno in strnjeno ubesediti svojih misli, zato večkrat zapiše isto, kar sicer spominja na Zupanovo skribomanijo in težnjo po popolnosti v izražanju – a jezik je bil zanj vedno nepopoln, nezadosten, nezmožen ubesedenja vseh njegovih misli. (Nastja Bojić)

## Ocene romana
- Marija Zlobec. sodobnost 27/1 (1979). dLib
- Vid Šteh. Vitomil Zupan: Igra s hudičevim repom. 2012. razgledano
- Nastja Bojić. Absurd v romanu Vitomila Zupana Igra s hudičevim repom - diplomsko delo 2016. cobiss
- Tanja Tušar. Spolnost pri Vitomilu Zupanu - diplomsko delo 2001. cobiss
- Barbara Nežič. Romani Vitomila Zupana – diplomsko delo 1998. cobiss
- Dunja Kaluža. Problematika avtobiografskosti in seksualnosti pri Vitomilu Zupanu – diplomsko delo 1998. cobiss
- Lidija Antolič. Erotično v sodobnem slovenskem romanu – diplomsko delo1999. cobiss
- Polona Žagar. Moški in ženska v avtobiografskem romanesknem oposu Vitomila Zupana – diplomsko delo2002. cobiss